# Густаво Дезоти
Густаво Абел Дезоти (шп. Gustavo Abel Dezotti; рођен 14. фебруара 1964) бивши је аргентински фудбалер.
Већину каријере играо је за аргентински Њуелс олд бојс, био је део тима који је победио у првенству Аргентине у сезони 1987/88.
Након тога је привукао пажњу европских клубова, а 1988. прешао је у Италију где је играо за Лацио, а потом и за УС Кремонезе. Године 1994. прешао је у Мексико да би играо за Клуб Леон, а затим за Клуб Атлас. Последњи клуб Дезотија био је Дефенсор Спортинг из Уругваја, где је завршио играчку каријеру 1998. године.
За Аргентину је одиграо осам утакмица и постигао један гол. Најупечатљивији тренутак, уједно и најтежи у његовој каријери, био је када је у финалу Светског првенства 1990. добио црвени картон против Западне Немачке три минута пре краја утакмице. Аргентина је на крају изгубила резултатом 1:0.

## Успеси

### Њуелс олд бојс
- Првенство Аргентине (1) : 1987/88.

### Репрезентација Аргентине
- Светско првенство : (финале 1990).